# Diskografie Joela Corryho
Toto je seznam vydané diskografie anglického diskžokeje Joela Corryho. Vydal celkem jedno studiové album a 36 singlů.

## Alba

### Studiová alba
| Název                | Detaily o albu                                                         | Umístění v hitparádách | Umístění v hitparádách |
| Název                | Detaily o albu                                                         | UK                     | IRE                    |
| -------------------- | ---------------------------------------------------------------------- | ---------------------- | ---------------------- |
| Another Friday Night | - Vydáno: 6. října 2023 - Vydavatelství: Perfect Havoc, Asylum, Warner | 5                      | 22                     |

### Extended play
| Název              | Detaily o EP                                                               |
| ------------------ | -------------------------------------------------------------------------- |
| Four for the Floor | - Vydáno: 23. června 2021 - Vydavatelství: Perfect Havoc, Asylum, Atlantic |

## Singly
| "Back Again"                                                                            | 2015 | —  | —  | —  | —  | —  | —  | —  | —  | —  | — | | Singly bez alb       |
| "Light It Up"                                                                           | 2015 | —  | —  | —  | —  | —  | —  | —  | —  | —  | — | | Singly bez alb       |
| "Just Wanna"                                                                            | 2017 | —  | —  | —  | —  | —  | —  | —  | —  | —  | — | | Singly bez alb       |
| "All the Things"                                                                        | 2017 | —  | —  | —  | —  | —  | —  | —  | —  | —  | — | | Singly bez alb       |
| "All Night"                                                                             | 2017 | —  | —  | —  | —  | —  | —  | —  | —  | —  | — | | Singly bez alb       |
| "Sunlight"                                                                              | 2017 | —  | —  | —  | —  | —  | —  | —  | —  | —  | — | | Singly bez alb       |
| "Feel This Way"                                                                         | 2017 | —  | —  | —  | —  | —  | —  | —  | —  | —  | — | | Singly bez alb       |
| "Hurt"                                                                                  | 2018 | —  | —  | —  | —  | —  | —  | —  | —  | —  | — | | Singly bez alb       |
| "All I Need"                                                                            | 2018 | —  | —  | —  | —  | —  | —  | —  | —  | —  | — | | Singly bez alb       |
| "Only You"                                                                              | 2018 | —  | —  | —  | —  | —  | —  | —  | —  | —  | — | | Singly bez alb       |
| "Good as Gold" (feat. Hayley May)                                                       | 2018 | —  | —  | —  | —  | —  | —  | —  | —  | —  | — | | Singly bez alb       |
| "Fallen" (feat. Hayley May)                                                             | 2018 | —  | —  | —  | —  | —  | —  | —  | —  | —  | — | | Singly bez alb       |
| "Sorry"                                                                                 | 2019 | 6  | 40 | —  | —  | —  | —  | 3  | —  | —  | — | - BPI: 2× Platinum - ARIA: Gold - RMNZ: Gold | Another Friday Night |
| "Lonely"                                                                                | 2020 | 4  | —  | —  | —  | —  | —  | 3  | —  | —  | — | - BPI: 2× Platinum - RMNZ: Gold | Another Friday Night |
| "Head & Heart" (s MNEK)                                                                 | 2020 | 1  | 2  | 5  | 1  | 4  | 4  | 1  | 7  | 1  | 5 | - BPI: 4× Platinum - ARIA: 6× Platinum - BEA: 2× Platinum - BVMI: 2× Platinum - FIMI: 3× Platinum - IFPI AUT: Platinum - IFPI DEN: 2× Platinum - NVPI: Platinum - RMNZ: 4× Platinum | Another Friday Night |
| "Bed" (s Raye a David Guetta)                                                           | 2021 | 3  | 20 | 48 | 9  | 40 | 34 | 3  | 35 | 4  | — | - BPI: 2× Platinum - ARIA: 2× Platinum - BVMI: Gold - FIMI: Platinum - IFPI AUT: Gold - IFPI DEN: Gold - RMNZ: Platinum                                                             | Another Friday Night |
| "Out Out" (s Jax Jones feat. Charli XCX a Saweetie)                                     | 2021 | 6  | 31 | 35 | —  | 26 | 20 | 2  | 92 | 24 | — | - BPI: Platinum - ARIA: Gold - BVMI: Gold - FIMI: Platinum - IFPI AUT: Platinum - IFPI DEN: Gold - RMNZ: Gold                                                                       | Another Friday Night |
| "I Wish" (feat. Mabel)                                                                  | 2021 | 17 | —  | —  | —  | —  | —  | 16 | —  | 33 | — | - BPI: Platinum | Another Friday Night |
| "What Would You Do?" (s David Guetta a Bryson Tiller)                                   | 2022 | 21 | —  | —  | —  | —  | —  | 32 | —  | 30 | — | - BPI: Gold | Another Friday Night |
| "History" (s Becky Hill)                                                                | 2022 | 18 | —  | —  | 29 | —  | —  | 13 | —  | 28 | — | - BPI: Silver | Another Friday Night |
| "Lionheart (Fearless)" (s Tom Grennan)                                                  | 2022 | 18 | —  | —  | 20 | —  | —  | 35 | —  | 15 | — | - BPI: Platinum | Another Friday Night |
| "Molly" (se Cedric Gervais)                                                             | 2022 | —  | —  | —  | —  | —  | —  | —  | —  | —  | — | | Singly bez alb       |
| "Yeah" (s Glockenbach a Tenchi feat. ClockClock)                                        | 2023 | —  | —  | —  | —  | —  | —  | —  | —  | —  | — | | Singly bez alb       |
| "Nikes" (s Ron Carroll)                                                                 | 2023 | —  | —  | —  | —  | —  | —  | —  | —  | —  | — | | Singly bez alb       |
| "Do U Want Me Baby" (s Billen Ted a Elphi)                                              | 2023 | —  | —  | —  | —  | —  | —  | —  | —  | —  | — | | Another Friday Night |
| "Dance Around It" (se Caity Baser)                                                      | 2023 | 61 | —  | —  | —  | —  | —  | 79 | —  | —  | — | | Another Friday Night |
| "0800 Heaven" (s Nathan Dawe a Ella Henderson)                                          | 2023 | 9  | —  | —  | 21 | —  | —  | 13 | —  | 4  | — | - BPI: Platinum | Another Friday Night |
| "Desire" (s Icona Pop a Rain Radio)                                                     | 2023 | —  | —  | —  | —  | —  | —  | —  | —  | —  | — | | Another Friday Night |
| "Drinkin'" (s MK a Rita Ora)                                                            | 2023 | 44 | —  | —  | —  | —  | —  | —  | —  | —  | — | | Another Friday Night |
| "Hey DJ"                                                                                | 2023 | 59 | —  | —  | —  | —  | —  | —  | —  | —  | — | | Another Friday Night |
| "Stay Together (Baby Baby)" (with Pickle and Vula)                                      | 2024 | —  | —  | —  | —  | —  | —  | —  | —  | —  | — | | Singl bez alb        |
| "Tonight (D.I.Y.A)" (s Jax Jones a Jason Derulo)                                        | 2024 | —  | —  | —  | —  | —  | —  | —  | —  | —  | — | | bude oznámeno        |
| "Upside Down" (s Robin Schulz a Koppy)                                                  | 2024 | —  | —  | —  | —  | —  | —  | —  | —  | —  | — | | bude oznámeno        |
| "Higher" (s Nathan Dawe feat. Sacha)                                                    | 2024 | —  | —  | —  | —  | —  | —  | —  | —  | —  | — | | bude oznámeno        |
| "Be Alright"                                                                            | 2024 | —  | —  | —  | —  | —  | —  | —  | —  | —  | — | | bude oznámeno        |
| "Tears On My Piano"                                                                     | 2025 | —  | —  | —  | —  | —  | —  | —  | —  | —  | — | | bude oznámeno        |
| "—" značí, že se nahrávka neumístila v hitparádách nebo v tomto území ani nebyla vydána |      |    |    |    |    |    |    |    |    |    |   | |                      |

### Promo singly
| Název                        | Rok  | Album                |
| ---------------------------- | ---- | -------------------- |
| "Liquor Store"               | 2022 | Singl bez alb        |
| "The Parade" (feat. Da Hool) | 2022 | Another Friday Night |
| "What I Need" (s Lekota)     | 2022 | Singl bez alb        |

### Remixy
| Název                                                     | Rok  | Umělec                                             |
| --------------------------------------------------------- | ---- | -------------------------------------------------- |
| "Trampoline" (Joel Corry Remix)                           | 2019 | Shaed a Zayn                                       |
| "I Don't Need Love" (Joel Corry Remix)                    | 2019 | Karen Harding a Wh0                                |
| "Next Mistake" (Joel Corry Remix)                         | 2019 | Icona Pop                                          |
| "We Got Love" (Joel Corry Remix)                          | 2019 | Sigala feat. Ella Henderson                        |
| "Buss Down" (Joel Corry Dub)                              | 2019 | Aitch feat. ZieZie                                 |
| "Sad" (Joel Corry Remix)                                  | 2019 | Chico Rose feat. Afrojack                          |
| "You Get What You Give (Music in You)" (Joel Corry Remix) | 2019 | Billy Da Kid feat. Natalie Gray                    |
| "You Get What You Give (Music in You)" (Joel Corry Dub)   | 2019 | Billy Da Kid feat. Natalie Gray                    |
| "Unlovable" (Joel Corry Remix)                            | 2019 | Glowie                                             |
| "Own It" (Joel Corry Remix)                               | 2019 | Stormzy feat. Ed Sheeran a Burna Boy               |
| "Lonely" (VIP Mix)                                        | 2020 | Joel Corry                                         |
| "New Me" (Joel Corry Remix)                               | 2020 | Ella Eyre                                          |
| "See The Sky" (Joel Corry Remix)                          | 2020 | Anabel Englund                                     |
| "Better Off Without You" (Joel Corry Remix)               | 2020 | Becky Hill feat. Shift K3Y                         |
| "Pour The Milk" (Joel Corry Remix)                        | 2020 | Robbie Doherty a Keees                             |
| "Details" (Joel Corry Remix)                              | 2020 | Oliver Heldens feat. Boy Matthews                  |
| "Rover" (Joel Corry Remix)                                | 2020 | S1mba feat. DTG                                    |
| "Wherever You Are" (Joel Corry Remix)                     | 2020 | Kodaline                                           |
| "Lay Your Head on Me" (Joel Corry Remix)                  | 2020 | Major Lazer feat. Marcus Mumford                   |
| "Head & Heart" (VIP Mix)                                  | 2020 | Joel Corry feat. MNEK                              |
| "Smile" (Joel Corry Remix)                                | 2020 | Katy Perry                                         |
| "Tick Tock" (Joel Corry Remix)                            | 2020 | Clean Bandit a Mabel feat. 24kGoldn                |
| "Diamonds" (Joel Corry Remix)                             | 2020 | Sam Smith                                          |
| "Body" (Joel Corry Remix)                                 | 2021 | Megan Thee Stallion                                |
| "Psycho" (Joel Corry Remix)                               | 2021 | Maisie Peters                                      |
| "Bad Habits" (Joel Corry Remix)                           | 2021 | Ed Sheeran                                         |
| "Out Out" (Joel Corry VIP Remix)                          | 2021 | Joel Corry a Jax Jones feat. Charli XCX a Saweetie |
| "Feeling Good" (Joel Corry Remix)                         | 2021 | Nina Simone                                        |
| "Good Ones" (Joel Corry Remix)                            | 2021 | Charli XCX                                         |
| "In My Mind" (Joel Corry Remix)                           | 2021 | Alok a John Legend                                 |
| "Don't Forget My Love" (Joel Corry Remix)                 | 2022 | Diplo a Miguel                                     |
| "Take Me Back" (Joel Corry Remix)                         | 2022 | Lewis Thompson feat. David Guetta                  |
| "Summer Is Over" (Joel Corry Remix)                       | 2022 | KSI                                                |
| "Hold Me Closer" (Joel Corry Remix)                       | 2022 | Elton John a Britney Spears                        |
| "DNA (Loving You)" (Joel Corry Remix)                     | 2023 | Billy Gillies feat. Hannah Boleyn                  |
| "Riverside MF"                                            | 2024 | Sidney Samson a PAJANE                             |
| "Free" (Joel Corry Remix)                                 | 2024 | Calvin Harris a Ellie Goulding                     |